# Tulare (Dakota Południowa)
Tulare – miasto w Stanach Zjednoczonych, w stanie Dakota Południowa, w hrabstwie Spink.